# (10769) Minas Gerais
(10769) Minas Gerais est un astéroïde de la ceinture principale.

## Description
(10769) Minas Gerais est un astéroïde de la ceinture principale. Il fut découvert le 16 octobre 1990 à La Silla par Eric Walter Elst. Il présente une orbite caractérisée par un demi-grand axe de 3,07 UA, une excentricité de 0,09 et une inclinaison de 9,5° par rapport à l'écliptique.

## Compléments